# 溶射

プラズマ溶射の施工

溶射（ようしゃ、Thermal spraying）とは、加熱することで溶融またはそれに近い状態にした粒子を、物体表面に吹き付けて皮膜を形成する表面処理法の一種である。吹き付けられる物質は「溶射材」と、被施工物は「基材」と呼ばれる。

## 概要
溶射とは、溶射材と呼ばれる材料を加熱して被施工物（基材）に吹き付け、皮膜を形成する表面処理法の一種である。熱源には燃焼炎やプラズマなどが用いられ、材料（溶射材）は液滴化されて、高速ガス流などによって処理対象である基材表面に吹き付けられる。液滴や微粒子状になった溶射材は「溶射粒子」と呼ばれ、この粒子が基材表面で凝固し密着することで皮膜が形成される。溶射粒子が運ぶ熱量は小さいため、基材への入熱は小さく熱的影響は比較的少ないが、基材と溶射粒子の密着強度が溶接などと比べて弱く、通常はアンダーカットやサンドブラストなどの前処理によって基材表面を荒面化しておき、基材と凝固した溶射材との機械的な噛み合わせを十分に確保することで密着強度の向上を図っている。溶射粒子が凝固するまでに基材上に広がり凹部に入り込む時間的余裕を与えるために、基材の事前加熱も行われることがある。塗装などと同様にマスキングにより対象物の特定の部分のみに施工できる。後処理として、自溶合金溶射時のフェージングや封孔処理がある。
近年では、非溶融状態の粒子を高速で吹き付けることで皮膜を形成する技術 (kinetic spray, cold spray) も溶射の一種として研究されている。

## 特徴
- 材料の範囲が広い
  - 吹き付ける材料（溶射材）に金属、セラミックス、プラスチック、サーメットなどが用いられる
  - 被施工物（基材）に金属、セラミックス、プラスチック、木などが用いられる
- 橋梁、鉄塔などの大きな被施工物にも適用できて、現地での施工が可能である[3]
- 厚い膜が比較的簡単に作製でき、他の表面処理法と比べて成膜が速い
- 基材に与える熱の影響が比較的少なく、変形や歪みを起こしにくい（熱影響以外の残留応力、歪みはある。）

## 分類
溶射に用いる熱源と溶射材の違いによって、以下のように分類される。
- フレーム溶射
  - 溶線式フレーム溶射
  - 粉末式フレーム溶射
  - 溶棒式フレーム溶射
- 高速フレーム溶射（英：HVOF）

燃焼ガスによる超音速の噴流を作り、溶射材料を溶融・加速することで皮膜を形成する。
- 爆発溶射（Ｄガン）
- 電気式溶射
  - アーク溶射
  - プラズマ溶射（減圧プラズマ式溶射・大気プラズマ式溶射・水プラズマ式溶射）
  - 線爆溶射
- コールドスプレー

材料を溶融またはガス化させること無く不活性ガスと共に超音速流で固相状態のまま基材に衝突させて皮膜を形成する技術である。超音速で衝突した材料は、臨界速度に達すると粒子自体が塑性変型し皮膜を形成する。その為、他の溶射方法と違い、熱による材料の特性変化、皮膜中の酸化を最小限にすることが可能とされている。 国内では東北大学、信州大学などで研究されていたが、近年、地方公設試、民間企業でも導入されるようになった。
また、用途、皮膜特性、構成材料等による名称もあり、
- 防食溶射
  - 亜鉛溶射
  - アルミニウム溶射ː耐熱性・耐酸化性・耐蝕性いずれも亜鉛より大幅に優れる。[5]
  - アルミマグネシウム合金溶射ː非常に高い耐食性を持ち塩害環境下でも100年持つ。[6]
- 耐熱溶射皮膜
- 耐摩耗性皮膜
  - 自溶合金溶射
  - サーメット溶射
- リップル溶射（溶射による粗面化処理）[7]

等の名称が用いられている。

## 歴史
1909年にスイスの発明家M.U.Schoop（マックス・ウルリッヒ・ショープ）博士が金属溶射プロセスの基本特許をドイツで登録したのが始まりとされる。表面処理法としては比較的新しい。日本への導入は1919年、江澤謙二郎により行われた。太平洋戦争前の施工例として、東京株式取引所、三越呉服店、朝鮮総督府、郵船ビルディングなどの建築物や、美術品への施工があった。また、特記すべき施工例として、渡辺長男作の明治天皇の等身大御尊像への施工が上げられる。さらに、海軍関係（潜水艦、魚雷など）でも利用されている。熱源としてプラズマを用いる様になってから、溶射材料の適用範囲が拡大した。近年は超音速の噴流を用いることで、高い密着性、低い気孔率の皮膜の形成が可能となった。
2021年4月9日には、日本溶射工業会の働きによって、Schoop博士の基本特許登録日を記念し4月28日を「溶射の日」として一般社団法人日本記念日協会において正式認定登録された。